# 1444
1444 (MCDXLIV) byl rok, který dle juliánského kalendáře započal středou.

## Události
10. listopad – proběhla bitva u Varny, která ukončila křížové tažení proti Osmanům, jež bylo reakcí na uzavření církevní unie ve Florencii. V bitvě padl nebo se ztratil polský a uherský král Vladislav III. Varnenčik.

### Probíhající události
- 1431–1445 – Basilejsko-ferrarsko-florentský koncil
- 1436–1449 – Lučchuan-pchingmienské války

## Narození
- 24. ledna – Galeazzo Maria Sforza, milánský vévoda († 1476)
- ? – Donato Bramante, italský architekt a malíř († 1514)
- ? – Elio Antonio de Nebrija, španělský jazykovědec († 2. červenec 1522)
- ? – Gaston z Foix, kníže z Viany, následník navarrského trůnu († 23. listopadu 1470)

## Úmrtí
- 26. dubna – Robert Campin, nizozemský malíř (* kolem 1375)
- 20. května – Bernardin Sienský, italský kněz, františkán a světec (* 1380)
- 27. srpna – Hynce Ptáček z Pirkštejna, český šlechtic (* kolem 1400)
- 10. listopadu
  - Giuliano Cesarini, italský duchovní, kardinál a papežský diplomat, který přivedl do Čech čtvrtou křížovou výpravu proti husitům (* 1398)
  - Vladislav III. Varnenčik, polský a uherský král (* 31. října 1424)
- Jang Š'-čchi, politik mingské Číny (* 1364)

## Hlavy států

### Evropa

#### Území dnešní ČR a Střední Evropa
- České království – interregnum
- Moravské markrabství – interregnum
- Polské království – Vladislav III. Varnenčik, po jeho smrti Ladislav Pohrobek
- Litevské velkoknížectví – Kazimír IV. Jagellonský
- Uherské království – Vladislav III. Varnenčik

#### Německo
- Svatá říše římská – Fridrich III. Habsburský
- Bavorské vévodství – Ludvík VIII. Mladší (Ingolstadt), Jindřich XVI. Bohatý (Landshut), Albrecht III. (Mnichov)
- Württemberské hrabství – Ulrich V. (Stuttgart), Ludvík I. (Urach)

#### Itálie
- Papežský stát – papež Evžen IV., Amadeus VIII. Savojský (vzdoropapež)
- Sicilské království – Alfons V. Aragonský
- Sardinské království – Alfons V. Aragonský
- Benátská republika – Francesco Foscari
- Neapolské království – René I. Dobrý
- Milánské vévodství – Filippo Maria Visconti
- Florentské vévodství – Cosimo I. Medicejský

#### Balkán
- Srbský despotát – Đurađ Branković
- Knížectví Zeta – Đurađ Branković
- Chorvatské království – Vladislav III. Varnenčik
- Bosenské království – Tomáš Bosenský

#### Ostatní
- Anglické království – Jindřich IV. Anglický
- Kalmarská unie – Kryštof III. Bavorský
- Francouzské království – Karel VII. Francouzský
- Kastilská koruna – Jan II. Kastilský
- Monacké knížectví – Jan I. Monacký
- Granadský emirát – Muhammad IX. Granadský

### Blízký Východ a Severní Afrika
- Byzantská říše – Jan VIII. Palaiologos
- Osmanská říše – Murad II., po abdikaci jeho syn Mehmed II.
- Akkojunluská říše – Hamza bin Osman, po jeho smrti Džahangir bin Ali

### Dálný Východ a Asie
- Dillíský sultanát – Muhammad Šáh IV.
- Čínské císařství – Ču Čchi-čen
- Japonské císařství – Go-Hanazono

### Amerika
- Říše Inků – Pachacútec Yupanqui